# Special Forces Group (Belgique)
Le Special Forces Group ou SF Gp (en français : Groupe des Forces spéciales) est une unité des forces spéciales de la composante terrestre des Forces armées belges.

## Historique
Descendant direct de la 1re Compagnie d’Équipes spéciales de reconnaissance (ESR) de 1961 à 1994, puis du peloton Long Range Recce Patrol (LRRP) de 1994 à 2000.
En mars 2000 est créée la Compagnie des Forces Spéciales à l'intérieur du 3e régiment de lanciers -parachutistes stationné à Flawinne.

À la suite de la dissolution du 3e Régiment de Lanciers Parachutistes, l'unité prend son indépendance le 5 février 2003 et prend le nom de 'Special Forces Group' rattaché au COMOPSLAND: l'état-major de la Composante Terre basé à Evere, l'unité restant à Flawinne.
Cette unité étant encore jeune, elle n'a pas encore atteint en 2008 son seuil de recrutement qui sera à terme d'environ 115 personnes donc 12 équipes actives de 6 personnes sur les théâtres d'opérations.
À partir de 2019, les forces spéciales belges pourront être placées sous un commandement conjoint avec ses homologues danoises et néerlandaises, le Special Operations Component Command.
Les types de missions demandées à cette unité sont : 
- la reconnaissance et la surveillance ;
- l'arrestation de criminels de guerre ou la libération d’otages ;
- l’assistance militaire et la formation de troupes étrangères ;
- la formation d'agents de sécurité employés dans les ambassades belges.

La devise de l'unité est Who dares win (Qui ose gagne) provenant de leur héritage du 5th SAS durant la Seconde Guerre mondiale.

## Recrutement
Tout militaire peut rejoindre le SFG.
Après le cours principal SF, un opérateur peut choisir entre trois spécialités. Soit : la chute libre de haute altitude (Haho/Halo), le combat sous l'eau ou le combat en terrain montagneux. Chaque militaire intègre une équipe en apportant une spécialité : en communications, en explosions, en armement, en  formation médicale ou en capacité de tireur d'élite.
En 2005, son commandant, le lieutenant-colonel Franck Claeys n'excluait pas le recrutement de candidats venant du civil, comme cela se pratique aux Pays-Bas. Les candidats devront alors d'abord suivre la formation Para-commando puis la formation d'opérateur des Forces Spéciales (SF). Cette formation se compose de vingt semaines d'endurance physique et psychologique. L'éducation physique, les techniques de survie, la lecture des cartes, la tactique, les transmissions radio, la reconnaissance des matériaux et l'apprentissage de la lutte à mains nues font partie des connaissances enseignées par les forces spéciales. Dans les situations opérationnelles, les membres des SF accomplissent des missions de reconnaissance et de surveillance par petits groupes, en profondeur dans un territoire ennemi, conduisent des actions offensives en vue d'arrestations de personnes, ou réalisent des actions de destruction de matériels.

## Armements utilisés
- Five-seven, pistolet calibre 5,7 x 28 mm type SS190
- FN P90, pistolet mitrailleur calibre 5,7 x 28 mm type SS190
- Glock 19, Pistolet semi-auto, calibre, 9 x 19 mm OTAN
- B&T MP9, Pistolet-mitrailleur, calibre, 9 x 19 mm OTAN

- FN SCAR H en 7,62 x 51 mm OTAN et L en  5,56 x 45 mm OTAN
- FN Minimi, mitrailleuse légère calibre 5,56 x 45 mm OTAN
- FN FNC, fusil d'assaut calibre 5,56 x 45 mm OTAN
- FN MAG, mitrailleuse calibre 7,62 x 51 mm OTAN

- Browning M2, mitrailleuse lourde calibre 12,7 x 99 mm OTAN
- Remington 870, fusil à pompe Calibre 12
- Barrett M82, fusil Anti-matériel, calibre 12,7 x 99 mm OTAN

## Étendard
En décembre 2010, l'étendard et les traditions du 1er bataillon parachutiste furent légués au groupe des forces spéciales.
Il porte les mentions suivantes :
- Normandie
- Belgique
- Ardennes
- Emden
- Oldenburg

Il porte également les fourragères de l'ordre de Léopold et de la croix de Guerre française 1939-1945.